# Derecho procesal romano
El Derecho procesal romano es la rama del Derecho romano dedicada al estudio del proceso judicial de la Antigua Roma.
La esencia del Derecho Procesal Romano, está contenido en la idea de Actio. Actio puede ser entendido como "Acción", y tiene en Roma el mismo significado que tiene en nuestro derecho actual. Pero en la antigua Roma es más fuerte. La existencia de una Actio determina la existencia de un derecho que puede ser reivindicado a través de la misma. De hecho, en el Derecho Romano, todo acto jurídico valido que de acuerdo al Ius Quirintium, cree, modifique o extinga, derechos u obligaciones, debe corresponderse con una determinada Actio, es decir con la posibilidad de defender y reclamar tal situación jurídica en juicio. Esta es una relación de doble vía. Es decir, que así como todo negocio jurídico valido se corresponde con una actio del derecho procesal, toda Actio o acción que se intente en juicio debe ser para defender un negocio o hecho amparado por el ius Quirintium, de lo contrario, no es procedente. De este modo, por ejemplo, el derecho de Propiedad (Dominium), se corresponde con la Rei Vindicatio, por el cual se persigue que la titularidad sobre un bien sea declarada y afirmada ante todos (erga omnes).
Legis Actiones, Per formulan

## Proceso penal

### Características del Derecho penal y procesal romano
La distinción entre el derecho penal público del derecho privado radica en que el primero estaba reservado al pater familias en razón al amplio concepto de patria potestad y el segundo al cognitio que se hacía ante un magistrado con un trámite previo ante él. La sentencia podía ser objeto de apelación ante los comicios centuriados. En el derecho penal público, el juez actuaba de oficio y con amplios poderes, representando a la comunidad sin que estuviera reglamentado el procedimiento. Este procedimiento se aplicó durante el Imperio romano, reemplazando a la Accusattio; ésta última había sido el procedimiento vigente con anterioridad, en el último siglo de la República, y se caracterizaba por:
1. El juicio era presidido por un pretor.
2. Intervenía en el proceso un jurado.
3. El procedimiento era acusatorio.
4. Las partes podían defenderse solas o por medio de advocatus.
5. El jurado votaba absolviendo, condenando o en blanco.
6. El magistrado imponía la pena.
7. .Aparecen las primeras garantías para el acusado como las de ser oído, la publicidad y la posibilidad de ser defendido por terceras personas.
8. Las sentencias eran orales.

Durante el Imperio tuvo las siguientes características:
1. El procedimiento pasa a ser inquisitivo y secreto.
2. Se podía aplicar el tormento al acusado.
3. Los poderes del juez eran cada vez mayores e invadieron a los del acusador privado y aún a los testigos.

## Proceso civil

### Historia
En el procedimiento civil romano se dan naturalmente los dos componentes que inciden siempre en la organización procesal de la defensa de los derechos. En primer lugar, el sistema de las acciones de la ley, que constituye la más antigua manifestación arcaica y ritual del proceso romano, pero donde ya tomó éste su tipicidad y sus grandes líneas maestras y más tarde, abriendo la época preclásica, el procedimiento formulario o per formulas, donde se despliega para siempre toda la estructura jurídica del Derecho clásico.
Dos etapas: ordo iudiciorum privatorum (Legis Actiones y procedimiento formulario) y la cognitio extra ordinem.

#### Ordo Iudiciorum Privatorum
Prevalece la actividad de las partes y la sentencia se deriva de la litis contestatio. Incluye 2 procesos, las Legis Actiones y el procedimiento formulario.
Legis Actiones: proceso caracterizado por su tramitación oral y solemne. Existieron cinco Legis Actiones principales:
- El Sacramentum: Consistía en una declaración jurada de las partes en las cuales cada una juraba ser titular de una determinada situación jurídica, por ejemplo, la de ser propietario o padre o esposo, o tener un crédito. Si entre ambas partes se producía la contradicción, entonces cada una depositaba en manos de un tercero, cierta suma de dinero o cabezas de ganado como forma de dar fuerza al juramento. Finalmente un Iudex designado a tal efecto, juzgaba por las pruebas y quien salía vencedor recuperaba su depósito, mientras que el otro, perdía lo depositado, a título de pena, pasando al erario público.

- Iudicis Vel Arbitribus Postulationem: Era más sencillo que el anterior y consistía en el simple nombramiento de un árbitro que decidía el asunto sobre la base de su propio criterio y buena fe.

- Conditio: Era igual al anterior, con la diferencia que una vez elegido el Juez, se aplazaba la sentencia durante 30 días, de modo que en ese plazo las partes podían llegar a un acuerdo.

- Manus Iniectio: Por esta acción, quien había sido ya condenado por una deuda, o había confesado la misma (conffessor), podía ser intimado por el actor a pagar la deuda. Si no se resolvía, podía "ponerle la mano encima", y llevarlo prisionero a su domicilio. En este estado, permanecía durante 60 días. Era llevado por el acreedor al mercado durante tres días consecutivos, declarando cual era la deuda, con el fin de enterar a otros acreedores y permitir que apareciera un vindex que respondiera por el reo. Si no se resolvía, el demandante podía vender al demandado como esclavo o asesinarlo (si eran varios los demandantes contra un mismo deudor, el cuerpo del deudor se dividía en partes según la cantidad de acreedores).

- Pignoris Capio: Consistía en un embargo de los bienes del demandado que el actor hacía en forma personal y unilateral.

De las Legios Actiones mencionadas, las tres primeras son declarativas, es decir que culminan una vez que se ha declarado que tal persona goza de tal situación jurídica y no otra. Por el contrario, las últimas dos, son ejecutivas, es decir, que una vez establecida la sentencia, esta tiene consecuencias sobra la posesión efectiva de los bienes o sobre la persona. Las Legis Actiones son los procedimientos estrictos a través de los cuales transita la Actio. En todos los casos, el procedimiento es iniciado y nace por iniciativa del actor, quien es responsable de hacer comparecer al demandado en juicio, incluso debiendo ir a buscarlo o dándole transporte. 
- Procedimiento Formulario: con aspectos no regulados por el ius quiritium, surgió para regular las controversias entre peregrinos y ciudadanos romanos. Cuando desaparecen las legis actiones también se utiliza para litigios entre ciudadanos romanos. En realidad, la tradición de las Legis Actiones permanecen vigentes hasta bien entrada la República, aunque gradualmente, el Procedimiento Formulario empieza a ganar lugar, debido entre otras cosas, a que la rigurosa solemnidad de las Legis Actiones resultaba irritante. Finalmente, por una ley del año 17ac., Augusto declara obligatorio el procedimiento. El nombre deriva de la "formula" en la cual era establecida la Litis Contestatio, es decir, los términos en los cuales quedaba establecida la cuestión y con la cual culminaba la primera etapa In Iure ante el Pretor. Una vez establecida esta, producía serios efectos jurídicos. Por empezar, el Iudex (en la segunda etapa) debía juzgar estrictamente de acuerdo a los términos establecidos en la Litis Contestatio. En segundo lugar, una vez establecida esta, las partes aceptaban someterse definitivamente a lo que determinara la sentencia, sin poder alegar o reclamar otros derechos, ni establecer otras excepciones. En la segunda parte Apud Iudicis, el Juez que hubiera sido designado, solo aprecia las pruebas sobre la base de su buen criterio de varón y su propio sentido de equidad, para luego juzgar acerca de la verdad y responder a la condemnatio que figura en la fórmula, que es propiamente su deber. Una vez dictada la sentencia, esta es definitiva y obligatoria. Las partes deben acatar lo que esta establezca y no pueden intentar una nueva acción judicial sobre el mismo asunto. De todos modos, aunque el Juez está obligado a juzgar, este puede excusarse debido a que "no lo ve claro"

### Cognitio Extra Ordinem
O procedimiento cognitorio, es el derecho procesal de la época posterior a la clásica, o sea, desde Diocleciano (año 286 D.C) hasta Justiniano (años 565 D.C). Caracterizado por su régimen monofásico, el procedimiento no lo llevaba adelante un magistrado, sino un funcionario público, o sea en vez de llevarla adelante un pretor, la presidía un juez, en latín, "iudex". Desaparecen las fórmulas, es oriunda de este procedimiento, el régimen de tasa de justicia (ahora hay que pagar para litigar), vigente hoy en día. Generalmente el gasto era cubierto por el perdedor del juicio, por orden del presidente (quien preside el proceso).  Acompaña a este tipo de procedimiento, el característico relajamiento de las costumbres de la época post clásica, que produjo el desuso de las formalidades orales, y se empezó a representar a los clientes por escrito. Otro hecho importante es la desestimación de las pruebas testimoniales, que vienen a ser reemplazadas por las pruebas documentales o periciales (ej: se expedía un parte médico que demostrara que Gayo había sufrido traumatismo de tórax) o se invocaba la demencia del procesado, etc. Quien lleva adelante el proceso es ahora designado por las partes, luego se determine la cuestión litigosa (litis contestatio). Nace también la competencia de grado, es decir, la resolución de causas en múltiples instancias. El poder judicial de la época (286-565 DC) se burocratiza, es decir, los jueces empiezan a cobrar como retribución.
- Datos: Q1107001